# Pickens County, South Carolina
Pickens County är ett administrativt område i delstaten South Carolina, USA. År 2010 hade countyt 119 224 invånare. Den administrativa huvudorten (county seat) är Pickens.

## Geografi
Enligt United States Census Bureau har countyt en total area på 1 326 km². 1 287 km² av den arean är land och 39 km² är vatten.

### Angränsande countyn
- Transylvania County, North Carolina - nord
- Greenville County, South Carolina - öst
- Anderson County, South Carolina - syd
- Oconee County, South Carolina - väst